# Schippbach
Der Schippbach, in der Gewässerkarte als Schippach bezeichnet, ist ein 3,1 km langer, linker und nordwestlicher Nebenfluss des Kirbachs in den Stadtgebieten von Bönnigheim und Sachsenheim im baden-württembergischen Landkreis Ludwigsburg, der rechtsseits kurz auch an das Gemeindegebiet von Cleebronn im Landkreis Heilbronn grenzt.

## Geographie

### Verlauf
Der Schippbach ist ein Bach des Strombergs. Er entspringt nahe dem Hauptkamm der Berglandschaft etwa 650 m nordnordöstlich des Großen Saukopfs und etwa 300 nördlich der Pfeiferhütte auf einer Höhe von 399 m ü. NHN. Zunächst in westliche Richtung fließend, wendet sich der Bach nach 500 m Fließstrecke südwestlichen Richtungen zu. Nach etwa einem Drittel seiner Länge verlässt er den geschlossenen Wald, links folgt ihm aber noch lange der Waldrand. Ohne eine Ortschaft durchflossen zu haben, mündet der Schippbach nach 3,1 km Laufs bei der ehemaligen Schippenmühle etwa 600 m südöstlich von Spielberg auf 240 m ü. NHN linksseitig in den Kirbach. Bei einem Höhenunterschied von 159 m beträgt das mittlere Sohlgefälle 51,3 ‰.

### Einzugsgebiet
Der Schippach hat ein 3,732 km² großes Einzugsgebiet, das er über Kirbach, Metter, Enz, Neckar und Rhein zur Nordsee entwässert. Benachbarte Einzugsgebiete sind im Norden jenseits des Stromberg-Hauptkamms das des Herrenwiesenbachs zur Zaber, im Nordosten von ihm das des Geigersbachs, der über den Baumbach zum Necḱar entwässert. Diesseits des Hauptkamms entspringen im Osten der untere Enz-Zufluss Steinbachs und im Westen der Kirbach-Zufluss Meisenklinge.

### Schutzgebiete
Das Einzugsgebiet liegt ganz im Naturpark Stromberg-Heuchelberg. Der Bach läuft im Landschaftsschutzgebiet Ausläufer des Stromberges um Bönnigheim, Erligheim, Freudental, Löchgau und Kleinsachsenheim, das auch den größten Teil seines Einzugsgebietes umfasst. Nach dem Waldaustritt liegt im noch schmalen Flurschlauch am Bach das Naturdenkmal Quellgebiet im Schippachtal sowie rechts von ihm am Unterhang das Naturdenkmal Magerwiesen und Hecken im Gewann Schelterbronnen.